# Gnaphosoidea
Gnaphosoidea é uma superfamília de aranhas araneomorfas, constituída por 7 famílias de aranhas com oito olhos.

## Taxonomia
A superfamília Gnaphosoidea inclui as seguintes famílias:
- Ammoxenidae: 4 géneros, 18 espécies
- Cithaeronidae: 2 géneros, 7 espécies
- Gallieniellidae: 11 géneros, 57 espécies
- Gnaphosidae: 117 géneros, 2128 espécies
- Lamponidae: 23 géneros, 192 espécies
- Prodidomidae: 30 géneros, 303 espécies
- Trochanteriidae: 19 géneros, 152 espécies